# Michael Telonius
Michael Telonius (* 7. April 1652 in Zeitz; † 26. April 1714) war ein deutscher Organist, Komponist und Librettist.

## Leben
Michael Telonius studierte in Straßburg und Leipzig. Ab 1675 war er Organist in Teuchern. Dort unterrichtete er wahrscheinlich den Komponisten Reinhard Keiser. Ab 1676 war er als Stadtorganist in Eisenberg tätig. Dort wurde er 1692 zum Hoforganist am Hofe von Sachsen-Eisenberg ernannt. Auch leitete er 1687–1705 die Eisenberger Hofkapelle.
Sein Sohn Johann Friedrich Telonius (* um 1690 – nach 1759) wurde holstein-plönscher Kapelldirektor und wirkte ab 1727 an St. Jakobi in Hamburg als Organist. Dessen Sohn war wiederum der Komponist Christian Gottfried Telonius (1742–1802), der durch sein Concerto Nº 13 in D Major for Trumpet Marine bekannt ist.

## Werk
- Brünstige Flamme. (Serenade, Eisenberg 1684, Text und Musik)
- Der Gott und Menschen gefällige/ im leben und tod seelige Staats-Minister: wie sich aufgeführet/ und im leben und tod erwiesen/ Der ... Herr Georg Heinrich von Nizschwiz/ uf Trinzig/ Küh- und Settendorf/ Fürstlicher Sächsß. hochbestallter Rath und Hofmeister/ auch AmtsHaubtmann zu Eisenberg und Camburg [et]c. ; So zum wolverdinten Nachruhm/ als derselbe den 7. Ianuari[i], deß 1687sten Jahrs ... entschlaffen/ und der verblichene Cörper den darauf-folgenden 17den dieses Monats ... zu seiner ... Grufft in Trinzig abgeführet wurde/ aus den Worten Petri/ I. Ep. 2/ 17. Fürchtet Gott/ ehret den König. in der Kirchen zu S. Peter in Eisenberg ... vorgestellet worden. (Mitwirkung, Eisenberg 1687)
- Den Gott geheiligten und eingeweiheten Fürstlichen Herzens-Tempel wolte, als Der ... Herr Christian, Herzog zu Sachsen ... Die in der Christiansburg zu Eisenberg kostbar neuerbauete und der Heiligen Dreifaltigkeit gewidmete Hof-Kirche Bei Eintretung des neuen Kirchen-Jahres am 1. Advents Sontage d. 27. Novembris 1692. Durch Christübliche Ceremonien, zum öffentlichen Gottesdienste ... einweihen ließe / unterthänigst vorstellen Michaël Telonius, Fürstl. Sächß. Kapell-Director. (Eisenberg 1692)
- Der Höllen-stürmende Liebs-Eiffer Orpheus und Eurydice. (Eisenberg 1693, Musik: Johann Philipp Krieger).